# La Chair et le Diable (film, 1926)
Pour les articles homonymes, voir La Chair et le Diable.
Pour plus de détails, voir Fiche technique et Distribution.
La Chair et le Diable (Flesh and the Devil) est un film muet américain réalisé par Clarence Brown sorti en 1926.

## Synopsis
Leo et Ulrich, rejetons de la grande aristocratie de l'Europe centrale de la fin du XIXe siècle, sont amis d'enfance, et même frères de sang. Ils mènent une carrière militaire ensemble.
Leo tombe amoureux d'une comtesse, l'irrésistible Felicitas, puis il est confronté au fait qu'elle est mariée. Le mari de celle-ci le défie en duel, lequel tourne à l'avantage de Leo qui tue son rival. Afin d'éviter tout scandale, l'armée envoie Leo en Afrique pendant quelques années.
Pendant ce temps, Ulrich, qui n'est pas au courant de la liaison passée entre Leo et Felicitas, épouse celle-ci.
Au retour d'Afrique, Leo apprend que son meilleur ami est marié avec la femme qu'il aime et est ainsi bouleversé par la trahison de celle-ci: elle ne l'a pas attendu. Felicitas apprend rapidement à Leo qu'elle l'aime encore. Celui-ci est tiraillé entre son amitié indéfectible et son amour éternel: il choisit de rester à distance de Felicitas.
Felicitas continue à solliciter Leo. Ulrich les surprend lors d'un rendez-vous et, comprenant enfin le fin mot de l'affaire, défie son ami en duel. Leo et Ulrich se rencontrent ainsi sur l'île qui a abrité tous les secrets de leur enfance, mais n'en viennent finalement pas aux armes: ils se réconcilient.
Felicitas, qui a tenté de les rejoindre sur l'île, meurt accidentellement dans les eaux glacées du lac.

## Fiche technique
- Titre original : Flesh and the Devil
- Réalisation : Clarence Brown
- Scénario : Benjamin Glazer, Marian Ainslee (intertitres), d'après le roman L'Indestructible Passé (Es war) de Hermann Sudermann
- Production : Irving Thalberg (non mentionné au générique)
- Société de production et de distribution : MGM
- Photographie : William H. Daniels
- Montage : Lloyd Nosler
- Direction artistique : Cedric Gibbons
- Costumes : André-Ani
- Pays de production : États-Unis
- Format : Noir et blanc - film muet
- Durée : 112 minutes
- Genre : Mélodrame
- Dates de sortie :
  - États-Unis : 25 décembre 1926 (première)
  - États-Unis : 9 janvier 1927 (sortie nationale)

## Distribution
- John Gilbert : Leo von Harden
- Greta Garbo : Felicitas
- Lars Hanson : Ulrich von Eltz
- Barbara Kent : Hertha von Eltz
- William Orlamond : Oncle Kutowski
- George Fawcett : Pasteur Voss
- Eugenie Besserer : La mère de Leo
- Marc McDermott : Comte von Raden
- Marcelle Corday : Minna
- Rolfe Sedan (non crédité) : Le vendeur de chapeaux pour femmes

## Autour du film

### Quelques remarques générales
- Deux scènes mémorables par leur érotisme latent, celle où, dans un parc, la nuit,  Felicitas (Greta Garbo) ôte une cigarette de ses lèvres pour la glisser entre celles de Leo (John Gilbert) afin qu'il l'allume, puis celle où, à l'église en train de prendre la communion, Felicitas (Greta Garbo) tourne la coupe de vin qui lui est tendue par le prêtre afin que ses lèvres puissent se poser au même endroit que celles de Leo qui l'a précédée[1]…

### Greta Garbo
- Il s'agit du 10e film de Greta Garbo qui était alors âgée de 21 ans, le 3e de sa carrière hollywoodienne et sa 1re collaboration avec John Gilbert.
- La légende de la liaison entre Greta Garbo et John Gilbert est née à l'instigation de la MGM pendant le tournage de ce film.

## Distinction
- National Film Preservation Board en 2006.